# Barbatula quignardi

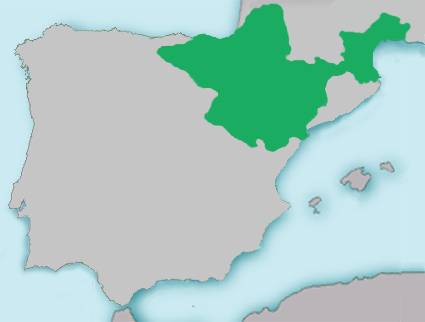
Verbreitungsgebiet von Barbatula quignardi.

Barbatula quignardi ist eine benthische Süßwasserfischart der Gattung Barbatula aus der Familie der Bachschmerlen (Nemacheilidae). Die Art wurde im Jahr 1967 beschrieben und kommt im südwestlichen Frankreich und im nordöstlichen Spanien vor.

## Merkmale
Wie alle Vertreter der Gattung Barbatula haben die Tiere einen langgestreckten, schlanken Körper mit grau-gelber Grundfärbung und unregelmäßigen Flecken entlang der Körperflanken. Die Tiere besitzen ein unterständiges Maul, das von 6 Barteln umgeben wird. Barbatula quignardi besitzt eine leicht ausgebuchtete Schwanzflosse. Die Rückenflosse beginnt etwa auf Höhe oder kurz vor dem Ansatz der Brustflossen. Der Schwanzstiel ist 1,1–1,6 (in den meisten Fällen 1,3–1,4) mal so lang wie breit. Zwischen dem Nacken und dem Ansatz der Rückenflosse finden sich 2–4 unregelmäßige dunkle Flecke. Die Art erreicht eine Standardlänge von bis zu 7 cm.

## Ökologie und Verbreitung
Die Tiere sind bodenlebend und nutzen ihre Barteln zum Aufspüren von Wirbellosen, die ihnen als Nahrung dienen. Sie leben in Flussabschnitten mit sandigem oder steinigem Substrat.
Das Verbreitungsgebiet liegt im südwestlichen Frankreich und nordöstlichen Spanien. In Frankreich wurde die Art in den Einzugsgebieten des Lez und Tech nachgewiesen, die in das Mittelmeer münden, sowie in den Flusssystemen Adour und Garonne, die in den Atlantischen Ozean entwässern. In Spanien kommt die Art natürlicherweise im Ebro-System vor und wurde im Douro-System eingeführt.
Barbatula quignardi wird von der IUCN als „nicht gefährdet“ (LC = Least Concern) eingestuft.